# مات وروس دفر
مات وروس دفر (بالإنجليزية: Matt and Ross Duffer) (ولدا في 15 فبراير 1984) ، مشهوران مهنيا باسم الإخوة دفر، و هما منتجان ومخرجان و كتاب أفلام سينمائية ومسلسلات تلفزيون أميركية . وأنشأوا مسلسل الخيال العلمي أشياء غريبة, و أيضا كتبا وأخرجا فيلم الرعب مختفي, و كتبا بعض حلقات مسلسل وايوارد باينز. هما اخوة توأم وتربطهما علاقة وثيقة منذ الطفولة. ويعملان على جميع المشاريع كثنائي.

## الحياة المهنية

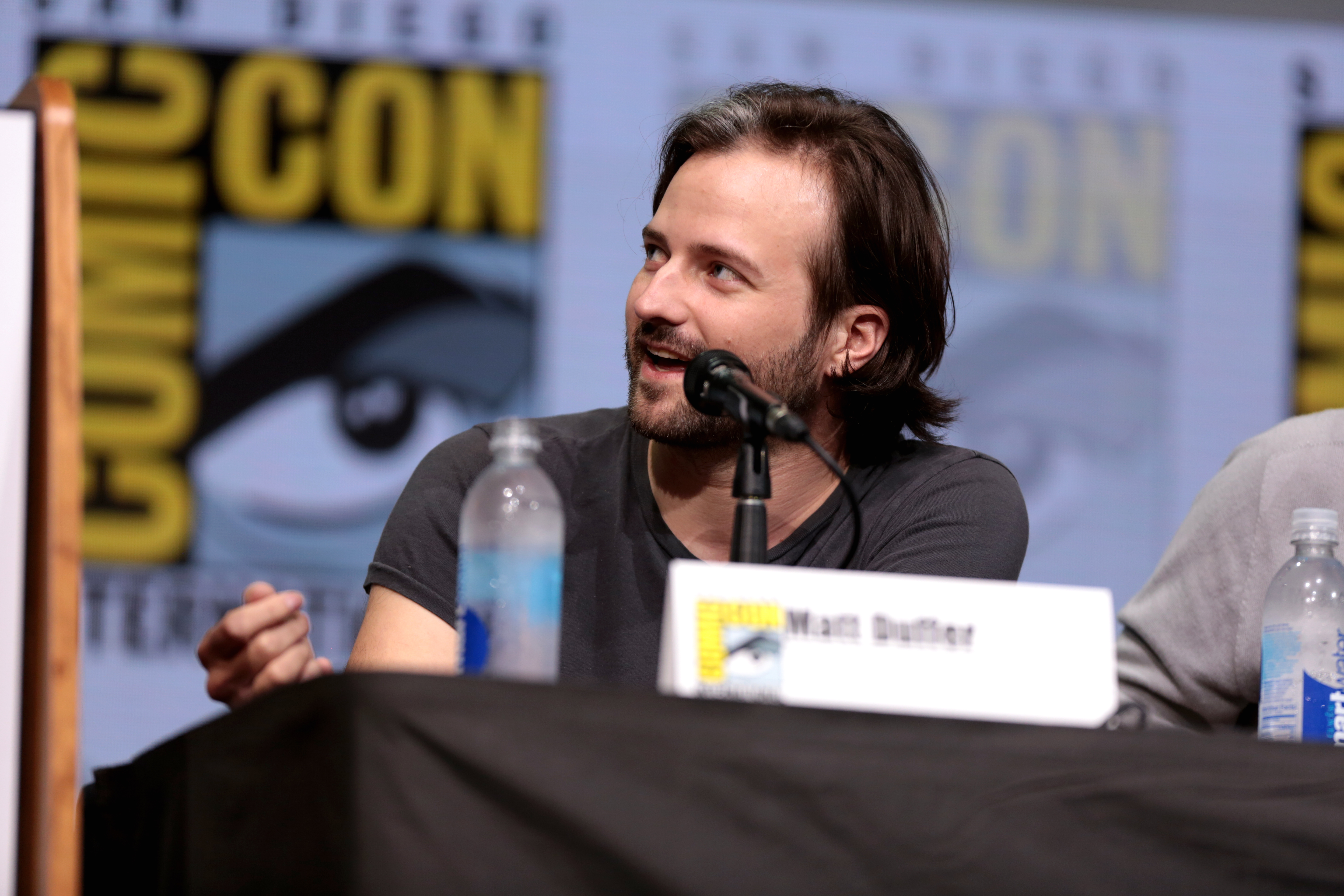
مات دوفر يتحدث في 2017 سان دييغو، كاليفورنيا

### أشياء غريبة
من تجربتها في التلفزيوني، شرعوا في توضيح وعرض فكرتهم عن مسلسل أشياء غريبة ، قام دان كوهين بعرضها علي شون ليفي الذي وافق علي الفكرة و قامت نيتفليكس بعدها بطلب المسلسل. المسلسل تقع أحداثه في في إنديانا في ثمانينات القرن الماضي والمسلسل ملئ بالتذكرات إلى الثقافة الشعبية في الثمانينات, مستوحاة من الناحية الفنية من أعمال ستيفن سبيلبرغ، جون كاربنتر، ستيفن كينغ ، جورج لوكاس.

## وصلات خارجية
- مات و روس دفر على موقع ميوزك برينز (الإنجليزية)